# 安德魯·穆里森
安德魯·穆里森（英語：Andrew Murrison，1961年4月24日—）是一位英格蘭政治人物，他的黨籍是保守黨。自2010年開始，他擔任西南威爾特郡選區選出的英國下議院議員。他曾經擔任北愛爾蘭大臣。他也是一位醫生。